# Автошлях Т 2316
| Маршрут: Т 2316             | Маршрут: Т 2316 |
| --------------------------- | --------------- |
| Хмельницький район          |                 |
| Деражнянська міська громада |                 |
| Деражня                     | Т 2310          |
| Літки                       | 2,6 км          |
| Шарки                       | 5,9 км          |
| Новосілка                   | 9,2 км          |
| Яськівці                    | 13,1 км         |
| Маниківці                   | 17,4 км Т 2305  |

Автошля́х Т-23-16 — територіальний автомобільний шлях в Україні, за маршрутом Деражня — Маниківці. Проходить територією Деражнянської міської громади Хмельницького району Хмельницької області.
Починається у місті Деражня із автошляху Т 2310, проходить через населенні пункти Деражнянської міської громади, та закінчується у селі Маниківці, на автошляху Т 2305.
Основна (проїжджа) частина дороги має ширину 5—6 м, загальна ширина 10 м. Покриття — асфальт, на ділянці Новосілка — Маниківці — камінь.
Загальна довжина — 17,4 км.